# Dauba (Adelsgeschlecht)
Die Herren von Dauba (tschechisch z Dubé) waren ein altes böhmisches Adelsgeschlecht, ein Zweig der Herren von Ronow.
Das Geschlecht teilte sich in mehrere Zweige auf:
- Berka von Dauba (Berkové z Dubé)
- Schkopka von Dauba (Škopkové z Dubé)
- Adersbach von Dauba (Adršpachové z Dubé)
- Rotenbergerberger (?) von Dauba (Červenohorští z Dubé)

Nicht stammesverwandt mit ihnen sind die Mratsch von Dauba (Mračtí z Dubé), die vom Adelsgeschlecht Beneschau abstammen.
Einer der nachgewiesenen Regenten war Matthäus, dem Höfe am unteren Lauf der Sázava gehörten. Sein Nachkomme Andreas († nach 1361) baute Ende des 13. Jahrhunderts die Burg Rubá. Dessen Sohn Andreas von Dauba (Ondřej z Dubé) († 1412 oder 1413) war Landrichter, Exekutor der königlichen Kammer und von 1384 bis 1394 Oberstlandrichter von Böhmen. Seine Brüder teilten das Geschlecht in zwei Zweige auf.
Vaněk von Dauba hielt Humpolec. Sein Enkel Kunesch, Anhänger des Georg von Podiebrad, verlor während der kriegerischen Auseinandersetzungen sein gesamtes Vermögen. Noch im gleichen Jahrhundert starb dieser Zweig aus.
Benesch von Dauba ließ die Burg Leštno (auch Líšno) bei Bystřice erbauen. Der Enkel seines zweiten Sohnes Andreas, Jan Roháč z Dubé und dessen Onkel Wenzel begleiteten Jan Hus auf seiner Reise nach Konstanz. Später schloss sich Jan Roháč jedoch dem Kaiser Sigismund an. Auch dieser Zweig starb Ende des 15. Jahrhunderts aus.